# Te slăvim, Românie
Te slăvim, Românie ("Te glorificamos, Rumania") fue el himno nacional de Rumania entre 1953 y 1975. La letra fue escrita por Eugen Frunză y Dan Deșliu, la música, por Matei Socor. Escuchar himno (mp3) Archivado el 24 de febrero de 2015 en Wayback Machine.

## Letra

### Rumano
Te slăvim, Românie, pământ părintesc
Mândre plaiuri sub cerul tău pașnic rodesc
E zdrobit al trecutului jug blestemat
Nu zadarnic, străbunii eroi au luptat
Astăzi noi împlinim visul lor minunat.
Puternică, liberă,
Pe soartă stăpână
Trăiască Republica
Populară Română
Înfrățit fi-va veșnic al nostru popor
Cu poporul sovietic eliberator.
Leninismul ni-e far și tărie si avânt
Noi urmăm cu credință Partidul ne-nfrânt,
Făurim socialismul pe-al țării pământ.
Puternică, liberă,
Pe soartă stăpână
Trăiască Republica
Populară Română
Noi uzine clădim, rodul holdei sporim
Vrem în pace cu orice popor să trăim
Dar dușmanii de-ar fi să ne calce în prag
Îi vom frânge în numele a tot ce ni-e drag
Înălța-vom spre glorie al patriei steag
Puternică, liberă,
Pe soartă stăpână
Trăiască Republica
Populară Română

### Español
Te glorificamos, Rumania, tierra de nuestros padres,
Tierras orgullosas que fructifican bajo tu cielo pacífico.
El maldito yugo del pasado se ha roto
No en vano, lucharon heroicamente nuestros antepasados
Hoy se cumple su sueño maravilloso.
Poderosa, libre,
Dueña de su destino,
¡Viva la República
Popular Rumana!
De nuestro pueblo siempre será hermano
El libertador pueblo soviético.
El leninismo es el faro, la fuerza y el impulso,
Para seguir fielmente nuestro invencible Partido,
Para construir el socialismo en nuestro país.
Poderosa, libre,
Dueña de su destino,
¡Viva la República
Popular Rumana!
Construiremos fábricas, incrementaremos la fertilidad de la tierra,
Queremos vivir en paz con todos los pueblos.
Pero si los enemigos quieren atacarnos,
Vamos a derrotarlos en el nombre de todo lo que amamos,
Y nos levantaremos para glorificar la bandera patria.
Poderosa, libre,
Dueña de su destino,
¡Viva la República
Popular Rumana!